# GKS Katowice (football)
Pour la section féminine, voir GKS Katowice (féminines).
Maillots
Actualités
Le GKS Katowice (Górniczy Klub Sportowy Katowice) est un club polonais de football basé à Katowice.

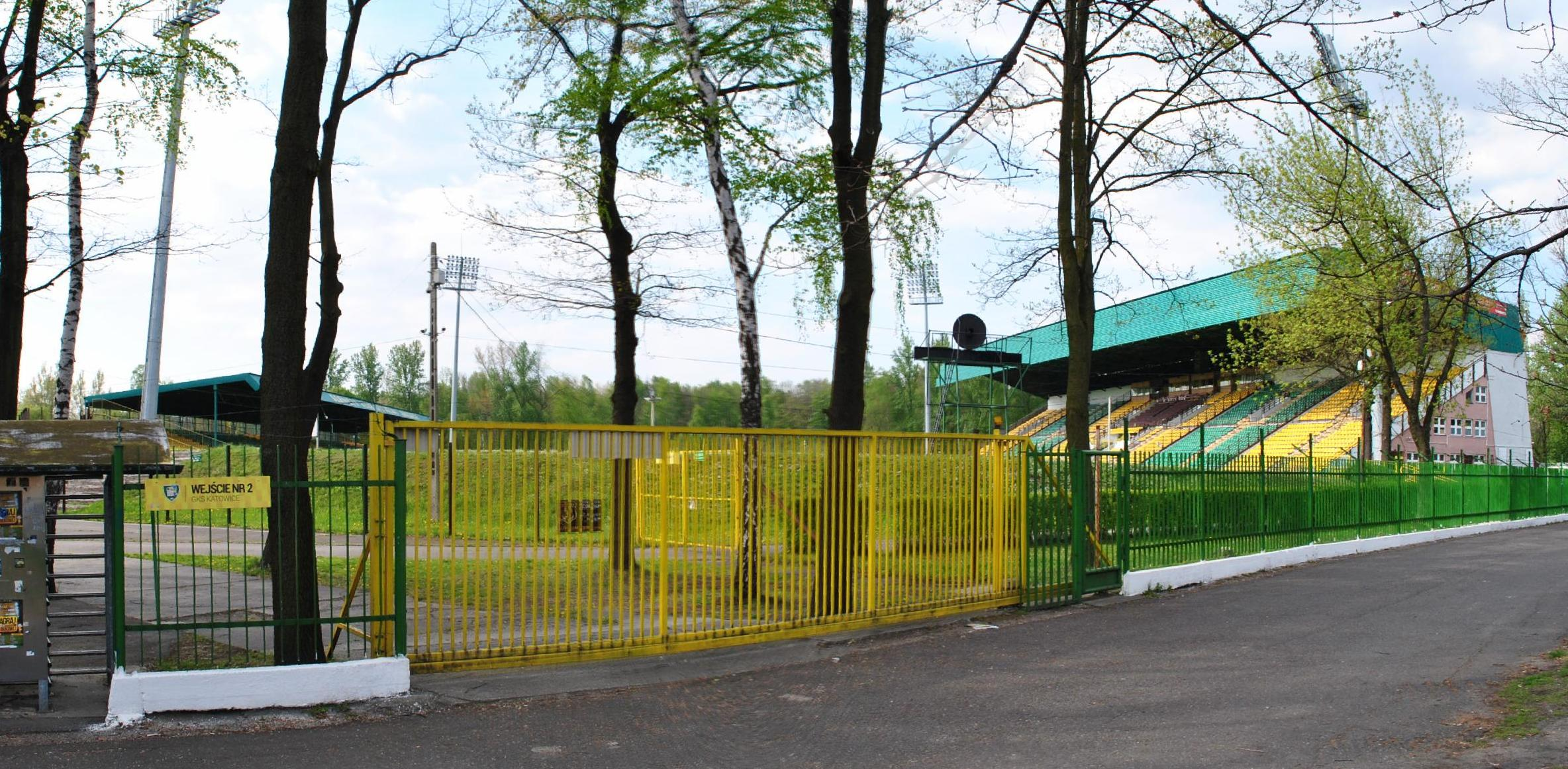
Stade: Stadion GKS Katowice

## Histoire
- 1964 : fondation du club
- 1970 : 1re participation à une Coupe d'Europe (C3, saison 1970/71)

## Bilan sportif

### Palmarès
- Championnat de Pologne
  - Vice-champion : 1988, 1989, 1992, 1994

- Coupe de Pologne
  - Vainqueur : 1986, 1991, 1993
  - Finaliste : 1985, 1987, 1990, 1995, 1997

- Supercoupe de Pologne
  - Vainqueur : 1991, 1995

### Bilan européen
Note : dans les résultats ci-dessous, le score du club est toujours donné en premier.
| Saison    | Compétition                | Tour                | Club                   | Domicile | Extérieur | Total             |
| --------- | -------------------------- | ------------------- | ---------------------- | -------- | --------- | ----------------- |
| 1970-1971 | Coupe des villes de foires | 32es de finale      | FC Barcelone           | 0 - 1    | 2 - 3     | 2 - 4             |
| 1986-1987 | Coupe des coupes           | Seizièmes de finale | Fram Reykjavík         | 1 - 0    | 3 - 0     | 4 - 0             |
| 1986-1987 | Coupe des coupes           | Huitièmes de finale | FC Sion                | 2 - 2    | 0 - 3     | 2 - 5             |
| 1987-1988 | Coupe UEFA                 | 32es de finale      | Sportul Studențesc     | 1 - 2    | 0 - 1     | 1 - 3             |
| 1988-1989 | Coupe UEFA                 | 32es de finale      | Rangers FC             | 2 - 4    | 0 - 1     | 2 - 5             |
| 1989-1990 | Coupe UEFA                 | 32es de finale      | RoPS Rovaniemi         | 0 - 1    | 1 - 1     | 1 - 2             |
| 1990-1991 | Coupe UEFA                 | 32es de finale      | TPS Turku              | 3 - 0    | 1 - 0     | 4 - 0             |
| 1990-1991 | Coupe UEFA                 | Seizièmes de finale | Bayer Leverkusen       | 1 - 2    | 0 - 4     | 1 - 6             |
| 1991-1992 | Coupe des coupes           | Seizièmes de finale | Motherwell FC          | 2 - 0    | 1 - 3     | 3E - 3            |
| 1991-1992 | Coupe des coupes           | Huitièmes de finale | FC Bruges              | 0 - 1    | 0 - 3     | 0 - 4             |
| 1992-1993 | Coupe UEFA                 | 32es de finale      | Galatasaray SK         | 0 - 0    | 1 - 2     | 1 - 2             |
| 1993-1994 | Coupe des coupes           | Seizièmes de finale | Benfica Lisbonne       | 1 - 1    | 0 - 1     | 1 - 2             |
| 1994-1995 | Coupe UEFA                 | Tour préliminaire   | Inter Cardiff          | 6 - 0    | 2 - 0     | 8 - 0             |
| 1994-1995 | Coupe UEFA                 | 32es de finale      | Aris Salonique         | 1 - 0    | 0 - 1 ap  | 1 - 1 (4 - 3 tab) |
| 1994-1995 | Coupe UEFA                 | Seizièmes de finale | Girondins de Bordeaux  | 1 - 0    | 1 - 1     | 2 - 1             |
| 1994-1995 | Coupe UEFA                 | Huitièmes de finale | Bayer Leverkusen       | 1 - 4    | 0 - 4     | 1 - 8             |
| 1995-1996 | Coupe des coupes           | Tour préliminaire   | Ararat Erevan          | 2 - 0    | 0 - 2 ap  | 2 - 2 (4 - 5 tab) |
| 2003-2004 | Coupe UEFA                 | Tour préliminaire   | Cementarnica 55 Skopje | 1 - 1    | 0 - 0     | 1 - 1E            |

Légende
- Victoire ou qualification pour le tour suivant
- Match nul
- Défaite ou élimination de la compétition

## Anciens joueurs
- Jan Furtok
- Mirosław Sznaucner
- Jozef Łuczak